# Vison d'Europe
Mustela lutreola
Espèce
Statut de conservation UICN

 CR A3ce : 
En danger critique
Le Vison d'Europe (Mustela lutreola) est une espèce de mammifères carnivores du genre Mustela. Petit mustélidés à la fourrure brun foncé marquée d'une à deux taches blanches sur le museau, le Vison d'Europe est inféodé aux écosystèmes aquatiques. Il vit dans les petites rivières, les marais et les ruisseaux où il se nourrit de petits mammifères, de poissons et d'amphibiens. La saison de reproduction se produit à la fin de l'hiver ; la femelle donne naissance à de deux à sept petits dont elle s'occupe seule jusqu'à leur indépendance en automne. L'hybridation naturelle avec le putois (Mustela putorius) est bien documentée.
Autrefois présent du Golfe de Gascogne jusqu'à Moscou, l'aire de répartition du Vison d'Europe s'est réduite au cours des siècles, avec une accélération au XIXe siècle et XXe siècle. Dans les années 2010, l'espèce n'est plus présente que dans le Nord de l'Espagne, dans le Sud-Ouest de la France, en Roumanie dans le delta du Danube, en Ukraine et en Russie. Dans les années 2020, l'espèce a encore fortement régressé en France, où elle n'est plus présente que dans deux départements.
Avec une diminution de 90 % des populations depuis le début du XXe siècle, le Vison d'Europe est l'espèce de mammifère européen la plus menacée de disparaître. L'Union internationale pour la conservation de la nature (UICN) classe l'espèce en « danger critique d'extinction ».
Les causes du déclin sont multiples. Le piégeage pour la fourrure est la principale cause de disparition au XIXe siècle. L'artificialisation des cours d'eau, qui s'est fortement accélérée au XXe siècle, participe fortement à la diminution des populations en détruisant l'habitat favorable au Vison d'Europe. L'introduction du Vison d'Amérique (Neovison vison), échappé de visonnières, a aggravé le déclin des populations.
Petit mustélidé des cours d'eau, le Vison d'Europe ne marque pas la culture européenne. Il est confondu avec le putois depuis au moins le XIXe siècle. Il apparaît sur des timbres et des pièces commémoratives.

## Description

### Morphologie

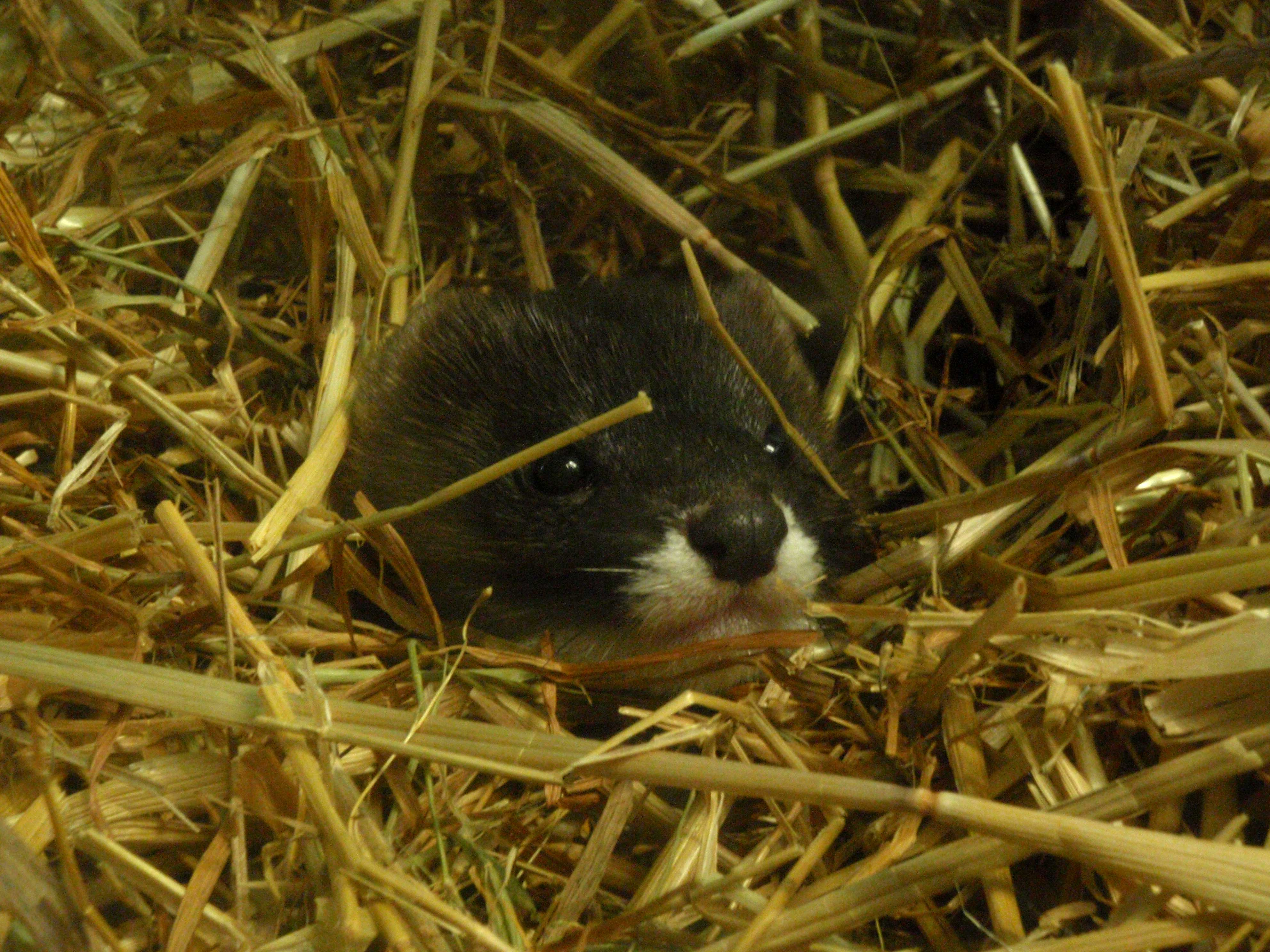
Portrait d'un Vison d'Europe.

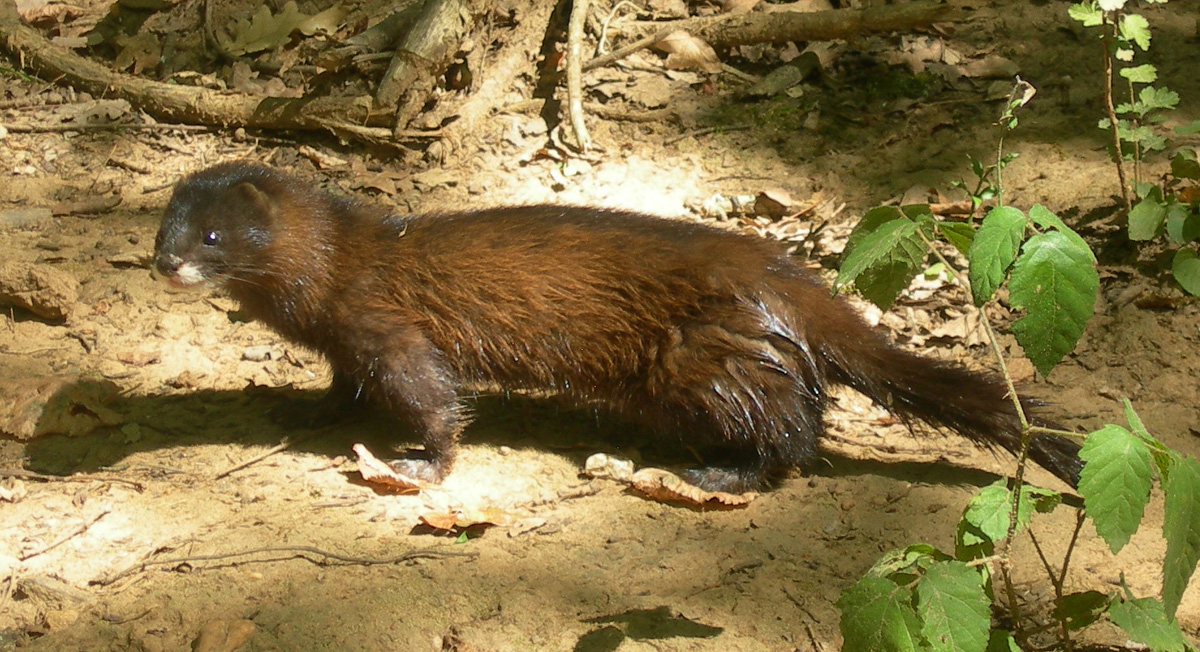
Le Vison d'Europe a une fourrure uniformément brune, plus foncée aux extrémités, avec un museau blanc pur.

La morphologie du Vison d'Europe est typique des mustélidés : corps souple et élancé, cou peu différencié, pattes courtes, tête légèrement aplatie aux oreilles peu saillantes. Il possède 34 dents. Seules les pattes arrière sont semi-palmées, ; la semi-palmure ne se distingue pas sur les empreintes. Le mâle est généralement de plus grand gabarit que la femelle. La longueur de la tête et du corps est de 230 à 430 mm pour le mâle et de 320 à 400 mm pour la femelle. La longueur de la queue est de 90 à 124 mm pour les mâles et de 80 à 120 mm pour les femelles. Le poids est de 700 à 1 200 grammes pour les mâles (plus fréquemment de 800 à 900 grammes) et de 450 à 700 grammes pour les femelles (plus fréquemment de 500 à 600 grammes).
La couleur du pelage présente une faible variabilité. À l'exception de la tache blanc pur sur le museau, il est uniformément brun sur l'ensemble du corps, avec parfois des reflets roussâtres. Les pattes et la queue du corps peuvent être légèrement plus foncées, presque noires. L'espèce est adaptée à une vie semi-aquatique : le sous-poil est dense et hydrofuge, ce qui permet de l'isoler de l'eau lorsqu'il nage et les pattes arrière sont palmées ; toutefois, la vue est imparfaitement adaptée à la perception sous l'eau et l'odorat reste prédominant afin de permettre la chasse d'animaux terrestres.
La tache blanche sur le museau, qui est visible sur les lèvres inférieure et supérieure, est toujours présente : la forme et l'étendue de cette marque varie sur l'aire de répartition. En France, le blanc dépasse le haut du nez en de rares occasions, tandis qu'en Europe de l'Est, la truffe peut être entièrement entourée de blanc. Sur le menton, le blanc s'étend rarement au-delà de la commissure des lèvres, mais certains individus ont des marques qui peuvent atteindre la gorge ou la poitrine. Le poil de bourre est gris brun. Le pelage est court, même en hiver.
Les jeunes ont une apparence similaire à celle des adultes.

### Génétique
Le Vison d'Europe possède 38 paires de chromosomes. La diversité génétique du Vison d'Europe est très faible pour les populations espagnoles et françaises, légèrement plus élevée pour les populations du Sud de l'Europe et encore plus élevée pour les populations de l'Est. La faible diversité génétique des populations françaises et espagnoles a conduit à l'idée que le Vison d'Europe n'est pas une espèce autochtone à ces régions et qu'elle y aurait été introduite par l'humain. Cette idée est rejetée par l'Union internationale pour la conservation de la nature, qui statue que la faible diversité génétique n'est pas une preuve suffisante pour expliquer une introduction d'origine non naturelle.

### Confusion possible

#### Putois

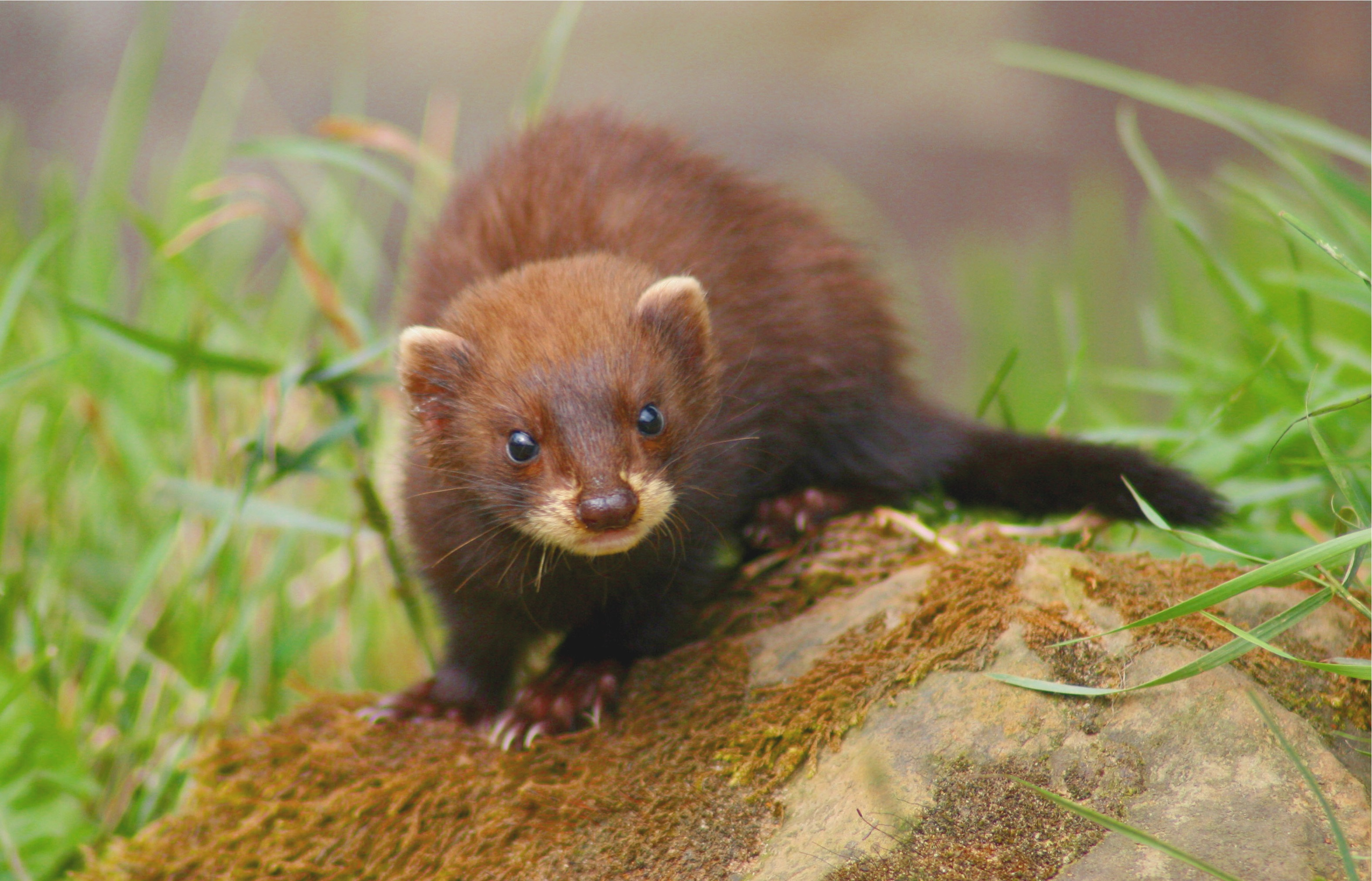
Le putois peut avoir un masque facial peu visible comme ce spécimen brun et peut alors être confondu avec le Vison d'Europe.

Le Vison d'Europe est confondu avec le putois, notamment si celui-ci a un masque facial peu visible. Le putois a une fourrure noire et non brune, avec des marques faciales blanches sur les oreilles, le front, et les joues, que le Vison d'Europe n'a pas. Toutefois, certains putois très foncés peuvent ne pas avoir de marques faciales hormis sur le museau : le critère de distinction est alors la couleur du poil de bourre, jaunâtre chez le putois, et grise chez le Vison d'Europe. La forme des oreilles est différente : celles du putois sont assez grandes et dépassent du pelage. La taille et le poids ne sont pas un critère de différenciation suffisant, car les dimensions des deux espèces se recouvrent.

#### Vison d'Amérique

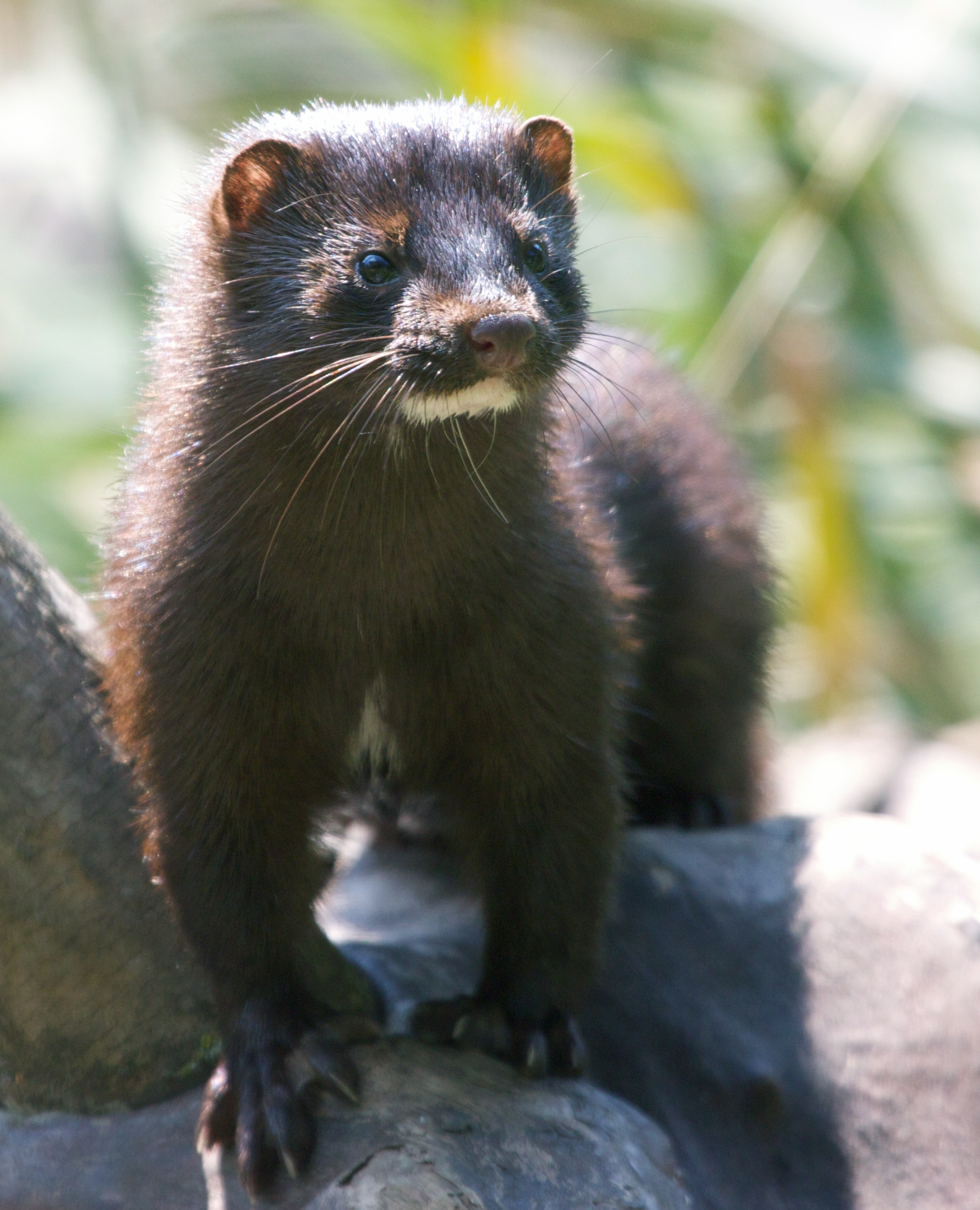
Le Vison d'Amérique peut avoir des marques faciales blanches ressemblant à celles de son cousin d'Europe.

Une autre confusion possible est celle avec le Vison d'Amérique (Neovison vison), espèce invasive en Europe. Le Vison d'Amérique est plus gros que le Vison d'Europe. La tête du Vison d'Amérique est plus bombée que celle de son cousin d'Europe, avec un rhinarium plus large, généralement rose. La robe est souvent plus foncée, plus luisante et fournie.
La forme de la tache blanche sur le museau est également différente, le Vison d'Amérique n'ayant presque jamais la lèvre supérieure blanche. Ce critère n'est pas suffisamment précis pour une identification sans le moindre doute : il a été démontré que des Visons d'Amérique peuvent avoir une tache blanche sur la lèvre supérieure, comme en Grande-Bretagne où entre 16,8 et 45,7 % des Visons d'Amérique présentent cette caractéristique. Les recherches menées sur des sujets capturés en France et en Estonie montrent une plus faible proportion de taches blanches (entre 0 et 2,3 %). La tache blanche sur la lèvre supérieure du Vison d'Amérique est cependant dissymétrique, ce qui n'est pas le cas chez le Vison d'Europe.
Afin de s'assurer de l'identification sur le terrain, d'autres paramètres doivent être mesurés comme la dentition (la première prémolaire supérieure du Vison d'Amérique possède deux racines, celle du Vison d'Europe, une seule) ou les proportions du squelette : la forme des bulles tympaniques (triangulaires chez le Vison d'Amérique, en forme d'amande étroite pour le Vison d'Europe), la position du foramen carotide supérieur ou encore le nombre de vertèbres caudales (19 vertèbres chez le Vison d'Amérique, 21 vertèbres chez le Vison d'Europe).

### Empreintes
Les empreintes du Vison d'Europe et du putois sont relativement plus larges que celles du Vison d'Amérique. La piste du Vison d'Europe est une succession de paires de pas, tandis que celles du Vison d'Amérique et du putois sont formées de regroupements de trois ou quatre empreintes de pas. L'écartement et la disposition des pattes sont différents : le Vison d'Amérique aligne rarement ses pattes droite et gauche, qui forme une ligne oblique, tandis que Vison d'Europe et putois alignent systématiquement les pattes droite et gauche. L'emplacement des empreintes donnent également des indices sur le mustélidé qui les a tracé : les visons marchent en faisant de nombreux détours tout en restant proche de la rive des plans d'eau — bien que le Vison d'Amérique aille plus souvent vers les marais ou à l'orée des forêts que le Vison d'Europe — tandis que le putois a une marche plus rectiligne.

## Comportement

### Activité

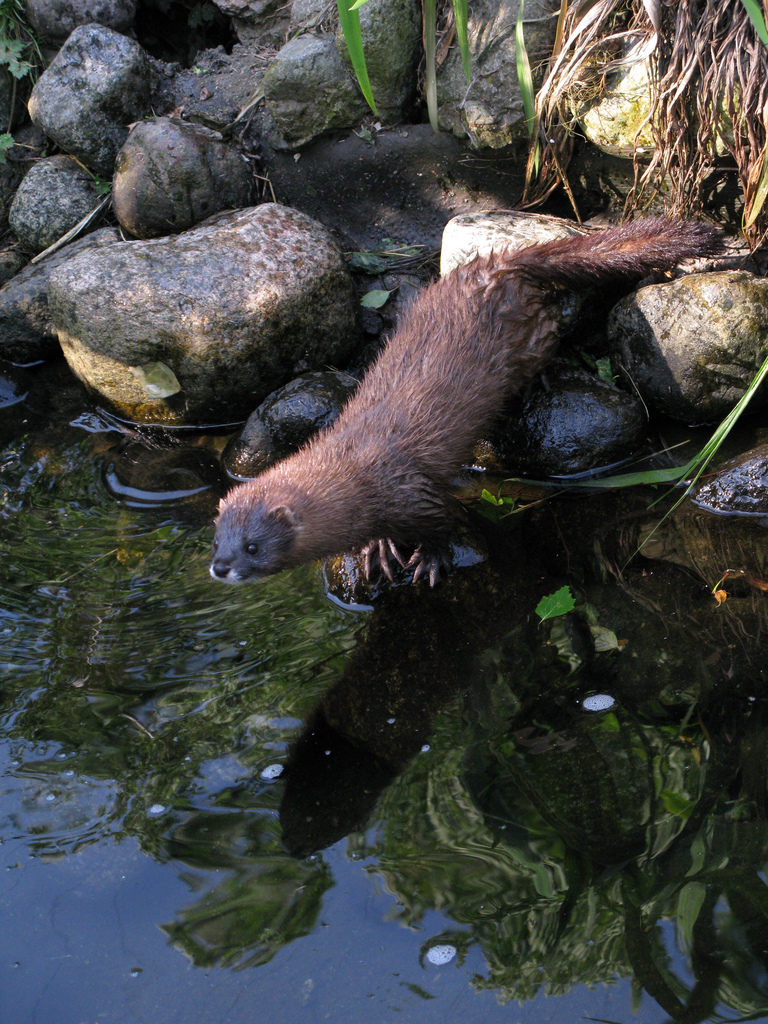
Le Vison d'Europe est un mustélidé sédentaire vivant sur un territoire à proximité de l'eau.

Le Vison d'Europe est un prédateur peu farouche, qui utilise les mêmes chemins pour se déplacer et n'est pas très effrayé par l'être humain. C'est un mustélidé essentiellement actif la nuit et au crépuscule,, bien que l'observation d'individus en pleine journée soit fréquente. L'activité est jugée élevée, avec des déplacements actifs le jour comme la nuit, bien que l'activité soit plus intense la nuit. Le Vison d'Europe est toujours en mouvement : il trotte, court fréquemment et peut nager et plonger dans les eaux de faible profondeur lors de la chasse.
Sédentaire, le Vison d'Europe exploite seul un territoire. La femelle avec ses petits est le seul comportement social de l'espèce. Le territoire est marqué par les fèces et les urines ; le marquage est plus visible autour des zones de refuges diurnes, où les crottes sont regroupées. En été, il évolue sur une aire de 15 à 20 hectares. Celle-ci peut s'agrandir de façon importante en automne et en hiver à la recherche d'eau non gelée. La tanière peut être creusée par le Vison d'Europe, volée à un Grand campagnol (Arvicola amphibius), ou être naturellement créée par un entrelacs de racines ou une crevasse dans le sol.
Selon une étude réalisée en Espagne, le Vison d'Europe occupe un territoire concentré sur les abords de cours d'eau. Les mâles ont un territoire s'étendant sur 6,1 à 8 kilomètres de cours d'eau, sans recouvrement des territoires. La femelle étudiée a un territoire plus petit qui s'étend sur une longueur de 4,5 kilomètres. Une seconde étude espagnole confirme le faible recouvrement des domaines vitaux.

### Alimentation

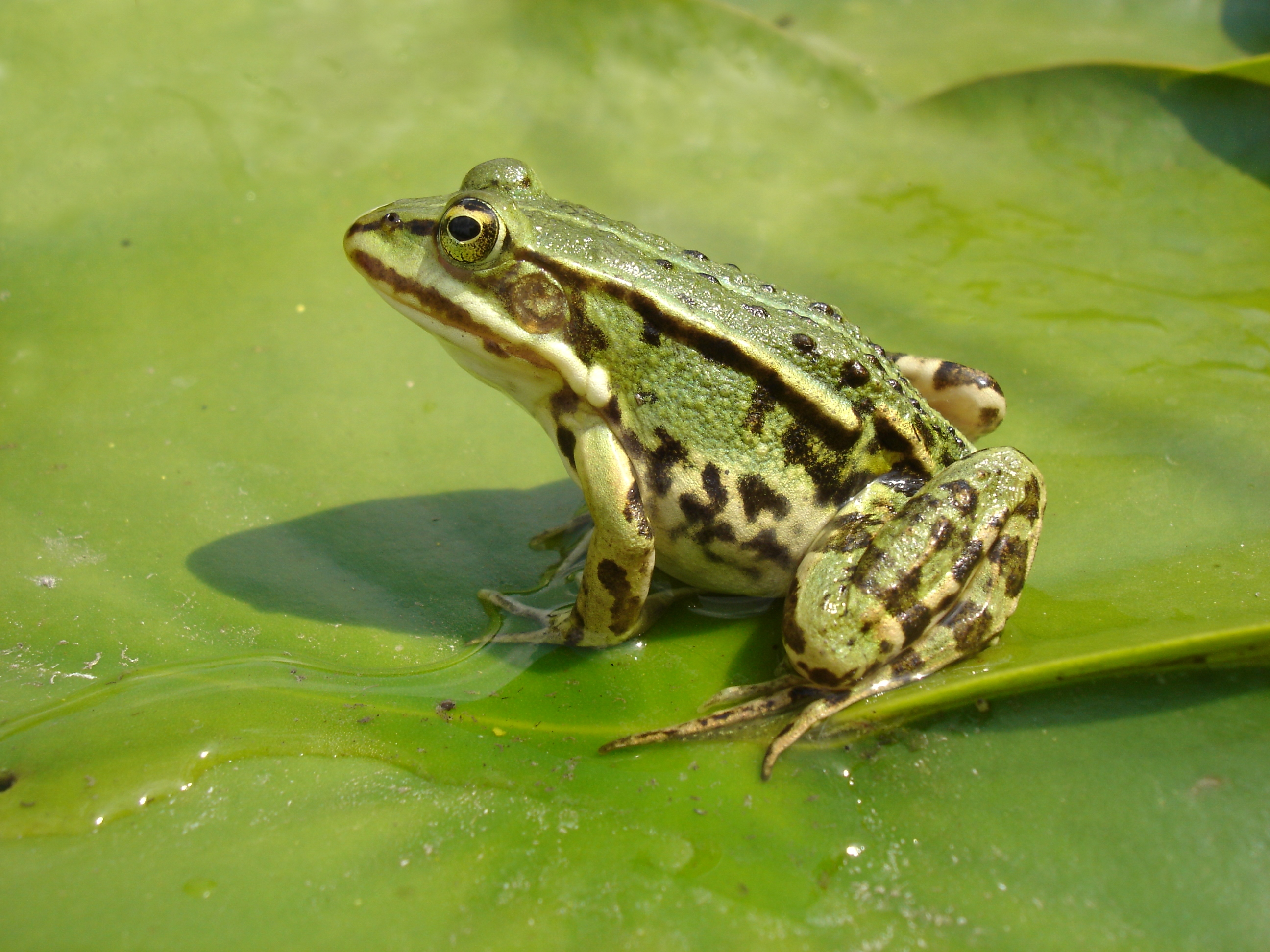
La Grenouille verte fait partie du régime alimentaire du Vison d'Europe.

Le Vison d'Europe chasse à l'affût et à l'approche. Il peut se cacher dans des anfractuosités ou des herbes sur la berge avant de capturer sa proie. Il capture également ses proies dans l'eau, car c'est un très bon nageur.
Il se nourrit de grenouilles, de petits mammifères (rats et campagnols amphibies), d'oiseaux, d'œufs et de poissons (cyprinidés surtout). Le Vison d'Europe chasse majoritairement le Grand campagnol. Il complète son régime alimentaire avec des amphibiens, des mollusques, des crabes, des insectes et d'autres petits rongeurs. Le stockage de la nourriture est fréquent.
Selon une étude menée sur la Lovat en Biélorussie dans les années 1990, le Vison d'Europe capture 22 espèces de proies différentes. Les amphibiens — tels que la Grenouille des champs (Rana arvalis), la Grenouille rousse (Rana temporaria), la Grenouille rieuse (Pelophylax ridibundus), la Grenouille verte (Pelophylax kl. esculentus) ou des Crapauds — et les petits mammifères — comme les souris du genre Murinae, le Grand campagnol (Arvicola amphibius) et les musaraignes de la famille des Soricidae — composent l'essentiel de la biomasse ingérée. Les poissons forment le troisième type de proies : Grands brochets (Esox lucius), Perches communes (Perca fluviatilis), Gardons (Rutilus rutilus), Loches d'étang (Misgurnus fossilis) et Épinoches complètent le régime alimentaire. Les insectes, bien que capturés en grande quantité, ne représente que 1,5 % en masse - les dytiques forment la principale famille d'insectes capturés. La composition du régime alimentaire varie en fonction des saisons, le Vison d'Europe chassant les proies les plus disponibles. En été, les oiseaux et les insectes sont plus fréquemment chassés. En hiver, le Vison d'Europe s'attaque en premier lieu aux amphibiens, et notamment à la Grenouille rousse (Rana temporaria) qui hiverne dans les étangs.
Le Vison peut s'attaquer aux animaux domestiques, et notamment aux poulaillers.

### Reproduction
L'accouplement s'étale de janvier à juin mais a généralement lieu de février à mars. La période de reproduction varie fortement sur l'aire de répartition et il est probable que le Vison d'Europe s'adapte aux conditions climatiques locales et peut-être au photopériode. Lors de la saison de reproduction, les mâles sont plus agressifs pour la défense du territoire.
Les naissances surviennent d'avril à mai. La gestation dure de 35 à 72 jours, avec une ovo-implantation retardée pour certaines femelles, ce qui explique l'importante variation de la durée de gestation. Toutefois, selon Marie-des-neiges de Bellefroid et René Roscoux, la gestation ne dure en moyenne que 43 jours et les durées plus longues peuvent être dues à une confusion avec le Vison d'Amérique dans la nature car la gestation des spécimens captifs n'est jamais supérieure à 43 jours. La portée varie de deux à sept jeunes, avec une fréquence plus importante pour les portées de quatre à cinq visons. Les petits naissent aveugles : ils ouvrent les yeux à partir de quatre semaines. Ils sont allaités environ dix semaines et se séparent de leur mère à l'automne. La maturité sexuelle est atteinte l'année suivante. Il n'y a qu'une à deux portées par an. La longévité est de sept à dix ans.

### Vocalisations
Le Vison d'Europe est plutôt silencieux et il est rare de l'entendre dans la nature. Ces cris d'alarme sont des sons aigus et brefs, émis en série, qui ressemblent à ceux du putois et transcrit comme « yek yek yek ». Les cris sont émis lorsque le Vison d'Europe est piégé et contraint de se défendre face à un prédateur.
D'autres sons, comme des gémissements ou de petits cris rauques répétés, sont souvent émis en présence d'un partenaire.

### Hybridation

#### Hybridation naturelle
Des cas très occasionnels d'hybridation naturelle avec le putois (Mustela putorius), proche parent génétique, sont documentés. L'hybridation est asymétrique : seuls les putois mâles non hybrides se reproduisent avec les Visons d'Europe femelles non hybrides,. La descendance femelle est fertile,. Le putois ayant deux paires de chromosomes de plus, l'hybride se distingue par un nombre de chromosomes impairs (2n = 39) et un nouvel organisateur nucléolaire, différent de celui de ses parents. Les proportions crâniennes de l'hybride sont très proches de celle du putois et ne peuvent donc être utilisées comme un élément discriminant pour le différencier de ses parents. La fourrure de l'hybride présente des caractéristiques intermédiaires entre les deux espèces.
Les taux d'hybridation et d'introgression sont respectivement de 3 % et de 0,9 %, ce qui est considéré comme faible par la communauté scientifique. Ils sont détectés uniquement sur la génération F1. Plusieurs hypothèses pour expliquer l'hybridation naturelle ont été émises, notamment une faible population de Vison d'Europe, qui entraînerait des accouplements avec l'autre espèce par manque de partenaires interspécifiques, ou encore par des préférences sexuelles individuelles dans le choix des partenaires.
Deux hybrides étudiés en Biélorussie montrent une utilisation de l'habitat proche de celle du putois pendant la saison chaude, en s'éloignant des écosystèmes aquatiques, tandis qu'à la saison froide, ils se rapprochent des cours d'eau. L'alimentation est proche de celle du Vison d'Europe en été, avec la capture en forte proportion de grenouilles et poissons, tandis qu'à la saison froide, les hybrides ont un régime alimentaire qui se rapprochent de celui du putois. Les hybrides sont plus actifs la nuit et au crépuscule qu'en journée ; l'activité nocturne est, en comparaison, plus intense que celle du putois, mais moins intense que celle du Vison d'Europe. L'utilisation de l'habitat, la prédation et l'activité de l'hybride se situe dans une position intermédiaire entre les deux espèces parentes.

#### Hybridation en captivité
Des cas d'hybridation en captivité avec le Vison d'Amérique ont été documentés mais jamais validés. À Novossibirsk notamment, un accouplement s'est produit avec fécondation, mais les embryons ont été absorbés. Toujours à Novossibirsk, le Vison d'Europe a été hybridé avec le Putois et le Vison de Sibérie (Mustela sibirica) dans l'optique d'un élevage pour la fourrure. La génération issue de tels croisements est fertile.

### Parasites
Le Vison d'Europe est infecté par de nombreux vers parasites comme les trématodes, les cestodes, les nématodes et les acanthocéphales. En Biélorussie, 93,7 % des Visons d'Europe testés sont infectés par une ou plusieurs espèces d'helminthes (plus souvent deux à trois espèces) sans différence entre les mâles et les femelles. Les plus communs sont les nématodes puis les trématodes. Parmi les nématodes, les vers les plus nombreux sont Aonchotheca putorii qui est présente dans un tiers des cas, puis Capillaria mucronata et Skrjabingylus nasicola. Pour les trématodes, l'espèce la plus fréquente est Euparyphium melis (40 %) ; des espèces plus virulentes sont également répertoriées comme Metorchis albidus et Opisthorchis felineus. Le cestode le plus commun est Spirometra erinaceieuropaei,. L'unique espèce d'acanthocéphale est Corynosoma strumosum, de faible incidence (5,8 %).
Spirometra erinaceieuropaei est l'espèce d'helminthes la plus commune du Vison d'Europe. Lors d'une étude réalisée en Biélorussie, les larves de Spirometra erinaceieuropaei étaient présentes dans plus de 70 % des visons auscultés. Entre un et quelques douzaines de vers peuvent infecter un unique hôte. Son incidence varie selon la saison, l'automne étant plus propice à une infestation et le printemps la saison la plus défavorable à cet helminthe. La présence de Spirometra erinaceieuropaei est liée à la sparganose, une maladie ayant déjà décimé des populations capturées pour des réintroductions.
En Biscaye, une étude menée sur les ectoparasites ont permis d'identifier deux espèces de tiques affectant le Vison d'Europe : Ixodes hexagonus et Ixodes acuminatus. Une sangsue a également été répertoriée sur un spécimen. En comparaison de la Genette commune (Genetta genetta) et du Vison d'Amérique également étudiés, le Vison d'Europe porte un plus grand nombre de parasites. Les tiques sont situées autour ou à l'intérieur des oreilles, sur la tête ou entre les omoplates, des zones corporelles où l'animal ne peut retirer lui-même ses parasites : cela suggère que le toilettage social est faible chez cette espèce. Les tiques portées par les deux espèces de visons sont les mêmes et des transmissions de maladies pourraient être possible.

### Habitat

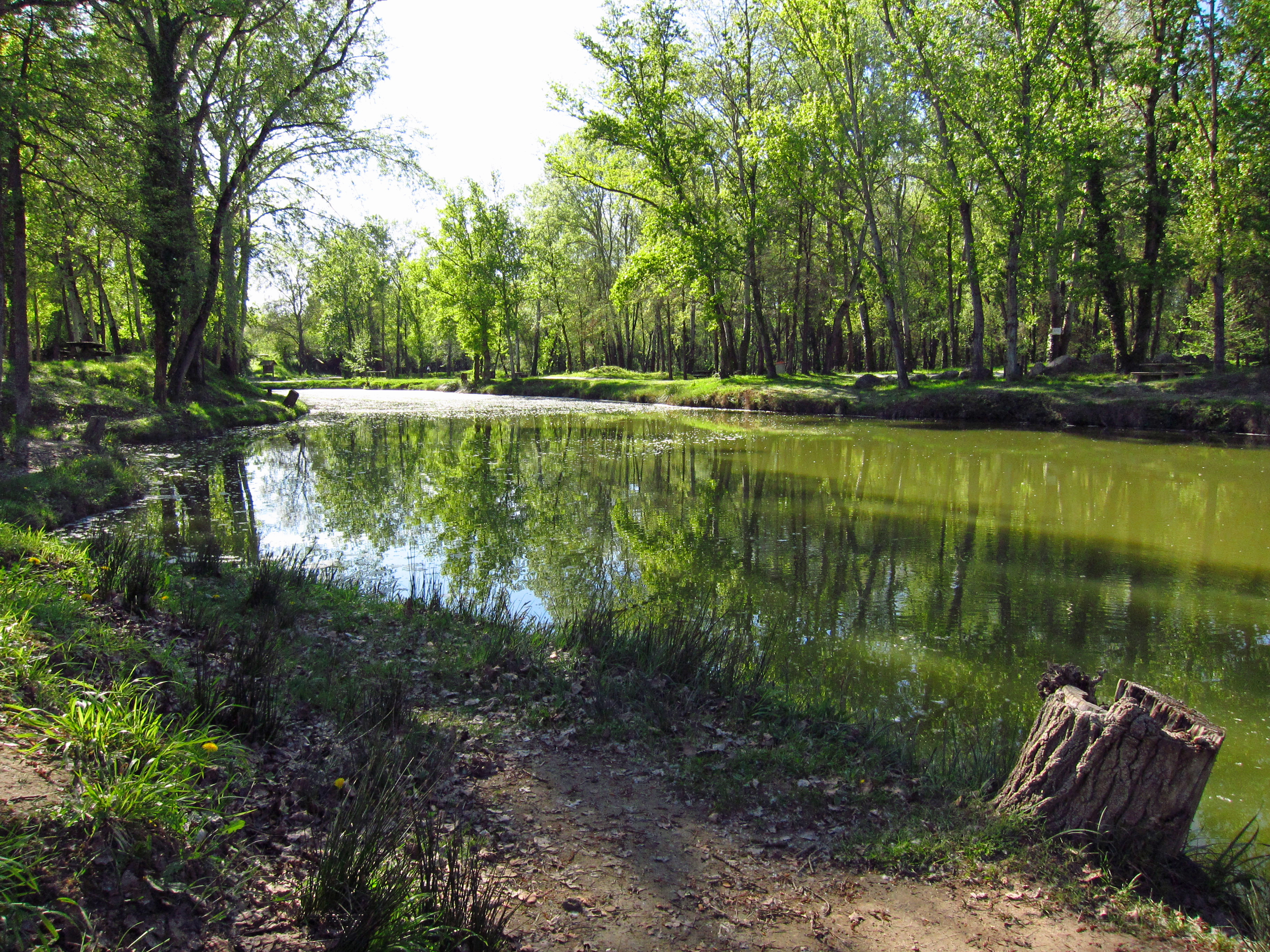
Le Vison d'Europe est un mammifère des berges de cours d'eau.

Le Vison d'Europe est le seul mustélidé autochtone européen, avec la loutre (Lutra lutra), adapté à la vie semi-aquatique. Bien qu'il passe la plupart de son temps sur la terre ferme, le Vison d'Europe évolue presque exclusivement à proximité de l'eau. On le trouve rarement au-delà de cent mètres d'un cours d'eau,. Le Vison d'Europe est présent du niveau de la mer jusqu'à 1 120 mètres d'altitude. Le Vison d'Europe préfère les petits cours d'eau de moins de cent kilomètres, souvent entre dix et cinquante kilomètres de long, aux courants de préférence rapides, avec des berges assez hautes très végétalisées et un lit majeur étroit et peu humide. L'espèce s’accommode également des rivières larges, des petits ruisseaux, des canaux et des lacs glaciaires.
Les statistiques de décès par collision routière et des témoignages montrent que des individus peuvent occuper une zone située à plus d'un kilomètre d'un cours d'eau : il pourrait s'agir d'une population exilée de visons trop jeunes, âgés ou malades poussée loin des cours d'eau principaux par la population dominante. Cette population pourrait être très mobile, à la recherche d'un territoire inoccupé.

## Taxinomie

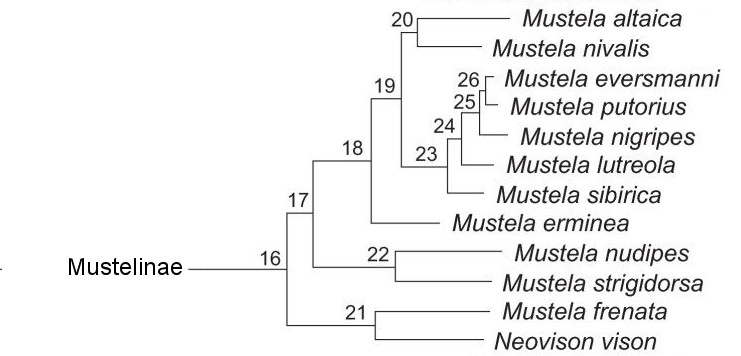
Cladogramme des Mustelinae.

La classification systématique du Vison d'Europe a subi de nombreux changements, l'espèce ayant été rangée dans une dizaine de genres différents, incluant un rapprochement avec le putois, les loutres et même les genettes. Carl von Linné place définitivement l'espèce dans le genre Mustela dans la douzième édition de Systema naturae (1766). L'espèce est placée dans la sous-famille des Mustelinae par George Gaylord Simpson en 1945,. Les fossiles de mustélidés montrent que cette famille de carnivores est marquée par de nombreuses dispersions intercontinentales. Le fossile le plus ancien de mustélidés a été découvert en Allemagne et date de l'Oligocène,.
Des études génétiques ont permis de comprendre que les mustélinés forment un clade comprenant les genres Mustela et Neovison. Les sous-familles des mustélinés et des loutres ont divergé il y a 8,7 à 9 millions d'années, durant la première explosion de diversité des mustélidés entre le milieu et la fin du Miocène. Les différentes espèces de Mustela ont commencé à diverger durant la seconde explosion de diversité qui s'est déroulée durant le Pliocène, majoritairement en Eurasie. Les explosions de diversité coïncident avec des glaciations, ayant fortement modifié l'environnement des mustélidés. Parmi les membres du genre Mustela, le Vison d'Europe diverge il y a 1,2 à 1,3 million d'années. Ces plus proches cousins sont le Putois des steppes (Mustela eversmanni), le putois (Mustela putorius), le Putois à pieds noirs (Mustela nigripes) et le Vison de Sibérie (Mustela sibirica). Le Vison d'Amérique, très proche physiquement, est très éloigné phylogénétiquement : leur ressemblance est le résultat d'une convergence évolutive.
Les populations françaises et espagnoles sont très proches génétiquement et partagent le même haplotype mitochondrial.
En 1974, cinq sous-espèces sont listées, réparties en Union soviétique et dans les pays voisins (M. l. lutreola, M. l. novikovi, M. l. turovi, M. l. cyclipena et M. l. transsylvania), toutefois, les deux dernières étaient considérées comme de validité douteuse par les auteurs de la proposition. En 1982, Youngman considère que l'espèce ne peut être subdivisée en aucune sous-espèce. Les populations françaises ont été parfois découpées en deux sous-espèces en 1912 — M. l. biedermanni et M. l. aremorica —, mais celles-ci ont été invalidées. Mammal Species of the World liste sept sous-espèces : M. l. lutreola, M. l. biedermanni, M. l. binominata, M. l. cylipena, M. l. novikovi, M. l. transsylvanica et M. l. turovi.

## Distribution historique

### Jusqu'auXIXesiècle

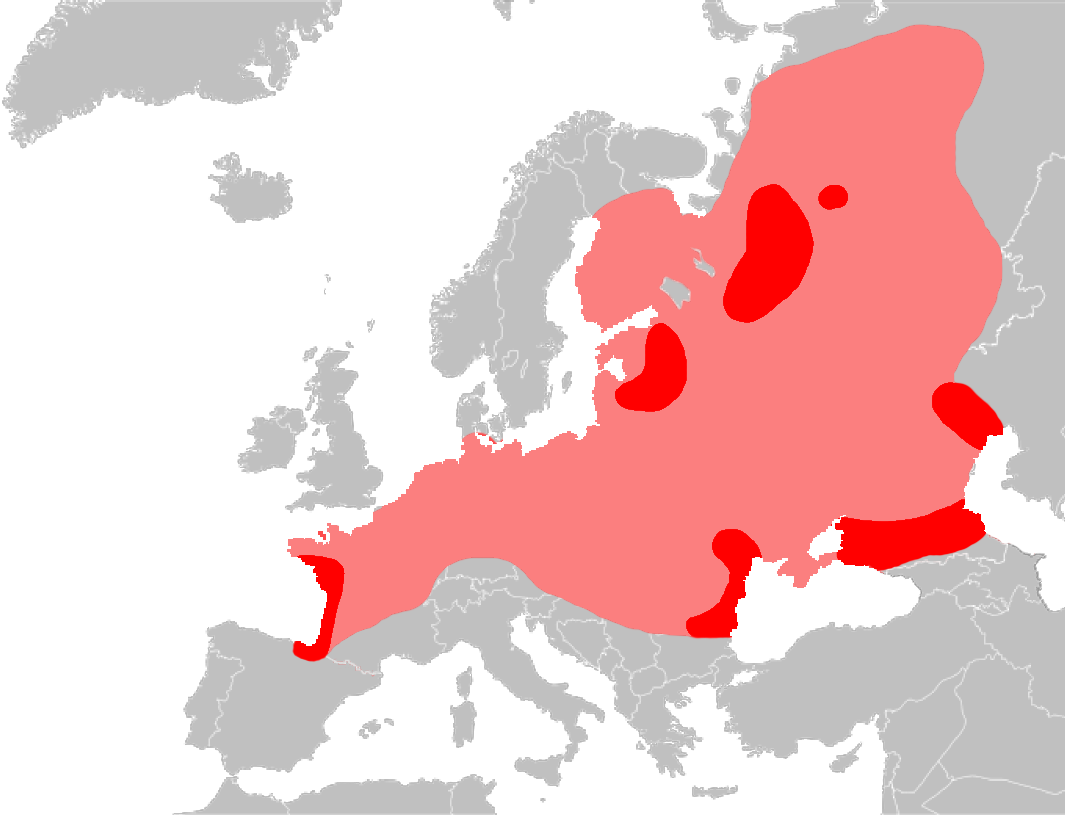
Aire de distribution historique (rose clair) et dans les années 1990 (rouge).

L'aire de répartition historique du Vison d'Europe était délimitée par la Finlande, l'est de l'Oural, le nord de l'Espagne et le Caucase. L'espèce est mentionnée dans des ouvrages allemands dès le XVIe siècle, toutefois en Europe centrale, au XVIIe siècle, le Vison d'Europe est déjà considéré comme rare. Il est également décrit comme présent en Lituanie dans les publications de zoologie du XVIIIe siècle et XIXe siècle.
Au XIXe siècle, l'espèce est absente de Suède, de Norvège, de Grande-Bretagne, d'Irlande, du Danemark, de la Belgique, du Portugal, de l'Italie et de Bulgarie.
Dès le milieu du XIXe siècle, le Vison d'Europe a disparu dans la majorité des territoires d'Autriche, d'Allemagne, de Suisse, de République tchèque, de Slovaquie et des Pays-Bas. L'espèce est déjà  considérée comme rare en Lituanie. En Pologne, deux zones de populations sont identifiées au XIXe siècle : le bassin versant de l'Oder dans le Nord de la Pologne où l'espèce s'est probablement éteinte dès les années 1830 et la région des lacs de Mazurie à l'est où l'espèce a perduré jusqu'à la seconde guerre mondiale.
L'espèce est découverte récemment en France (en 1839) et en Espagne (1955,), ce qui est peut-être un indice d'une progression tardive de l'espèce vers l'Ouest.

### Déclin du milieu duXXesiècle
Au début du XXe siècle, l'espèce continue son déclin. Le dernier spécimen de Pologne capturé date de 1915 et l'espèce est présumée éteinte depuis la Seconde guerre mondiale. Les derniers signalements sont effectués en 1948 en Allemagne dans l'Aller près de Wolfsburg, en 1952 pour la Hongrie (près de lac Balaton), en 1951 en Bulgarie, dans les années 1950 en Tchécoslovaquie. En ex-Yougoslavie, seules deux captures sont rapportées en 1941 par un chasseur : l'une près de Žabalj en actuelle Serbie et la seconde dans une des iles de la Save. Ces preuves peuvent indiquer qu'une population de Vison d'Europe existait dans la plaine de Pannonie au début du XXe siècle, sans qu'on sache si la population était réellement implantée ou simplement de passage.
En Russie et dans les républiques socialistes soviétiques, le déclin de l'espèce commence en 1950. En 1986, la population en URSS est estimée dans une fourchette de 40 000 à 45 000 individus sur la base d'un questionnaire transmis à des chasseurs, sans précision sur l'espèce de vison, ce qui présente un risque de mauvaise identification. Dans les années 1980, les populations principales sont situées dans les rivières Wasuwa, Ugra, Sosh, Oster, Chmara, Wolga et Dwina. Les populations du Caucase étaient sur le point de s'éteindre et celles dans l'Ouest de la Sibérie et dans le Nord du Kazakhstan sont supposées éteintes. L'espèce est signalée dans les réserves naturelles de la Forêt Centrale, le parc national des Carpates et de Dunaiskie Plavni en Ukraine, de Kanevskii et de Cemomora. En Géorgie, les réserves naturelles de Ritsa-Avakhar et de Adzhametsky étaient également habitées par le Vison d'Europe. Entre 1981 et 1988, une introduction de 338 Visons d'Europe dans le sud des îles Kouriles (sur les îles d'Ouroup et de Kounachir,) est tentée bien que l'espèce ne s'y soit jamais implantée naturellement : l'opération est un échec.
En Moldavie, l'espèce est commune en Bessarabie au début du XXe siècle. Les populations déclinent soudainement dans les années 1930. Dans les années 1940, seules quelques peaux isolées sont encore vendues dans les marchés aux fourrures. Dans les années 1960, quelques traces de présence sont encore présentes dans les bassins de la Dniestr et de la Prout. Dans les années 1980, les populations moldaves sont supposées éteintes.
Du début du XXe siècle jusqu'à la Seconde guerre mondiale, l'espèce est présente au sud-est de la Lituanie. Entre 1949 et 1951, entre 5 et 17 Visons d'Europe sont enregistrés chaque année dans quatre régions du sud-est de la Lituanie. Les deux dernières observations de Vison d'Europe en Lituanie remontent à 1978 près de la rivière Merkys et en 1979 pour un spécimen capturé dans une pièce à ressort près de la rivière Spengla, un affluent de la Merkys. En Lettonie, l'espèce n'est plus représentée depuis les années 1960. En Estonie dans les années 1980, il reste une population sauvage dans le centre et dans le Nord du pays ; l'espèce est notamment signalée dans le parc national de Lahemaa.
En Biélorussie, le Vison d'Europe est commun jusqu'à la fin des années 1940. Un déclin continu commence au milieu des années 1950 jusqu'au milieu des années 1970, où l'espèce disparaît du sud-ouest du pays. Une dizaine d'années plus tard, deux petits noyaux de populations sont encore présents dans le Sud-Est et le Nord de la Biélorussie.

### Années 1990
Dans les années 1990, la présence du Vison d'Europe est réduite à l'URSS, l'Espagne, la France, la Roumanie et peut-être la Finlande. En 1993, la population sauvage est estimée à moins de 30 000 individus avec la répartition suivante : 1 000 Visons en Espagne, 2 000 en France, peut-être 200 en Roumanie, 150 à 200 en Estonie, 150 à 200 en Biélorussie et 25 000 dans les autres états de la communauté des États indépendants.
En Finlande, plusieurs populations sont signalées jusqu'en 1981, en 1987 l'espèce est considérée comme éteinte jusqu'à la capture d'un nouvel individu en 1992.
L'espèce est présente près de Moscou sur deux petites zones au moins jusqu'à 1994. Toutefois, des recherches par empreintes dans la neige n'ont pas permis de mettre en évidence la présence de l'espèce dans ces mêmes zones en 1997. De faibles populations sont présentes autour de Vologda et au nord-ouest de la région d'Arkhangelsk, toutefois, la présence du Vison d'Amérique y est également confirmée et les scientifiques sont peu optimistes sur la survie de ces populations russes. En 1994, un décompte de populations réalisé à partir des empreintes donne des résultats alarmants pour les rivières de Tver, Pskov et Smolensk.
En Ukraine, dans les années 1930-1940, le Vison d'Europe est répandu dans tout le pays, sauf en Crimée. Un déclin très rapide commence dans les années 1950-1960 et l'espèce est considérée comme quasi-éteinte en 1999.
Le dernier individu sauvage d'Estonie est piégé en 1996.
En Biélorussie, l'espèce vit dans le Nord-Est du pays jusque dans les années 1990 dans les rivières de Drissa, Obol, Lovat, Luzesnienka, Ovsienka, Orsica et peut-être dans la Lucosa. Cette petite population de 150 à 200 individus est alors déclinante. Des études publiées en 1995 montrent que le Vison d'Europe est encore présent au centre du bassin versant de la Lovat, le Vison d'Amérique, pour la première fois signalé dans la région en 1989, progressant à l'aval et à l'amont.

## Distribution actuelle

Aire de répartition du Vison d'Europe selon l'UICN.

L'aire de répartition dans les années 2010 est très fragmentaire. Le Vison d'Europe occupe une petite zone du nord de l'Espagne, quelques départements français en Aquitaine, Poitou-Charentes et Loire-Atlantique, le delta du Danube en Roumanie (et peut-être dans les Carpates roumaines), en Ukraine et en Russie. L'espèce est extirpée des pays suivants : Allemagne, Autriche, Biélorussie, Bulgarie, Croatie, Finlande, Géorgie, Hongrie, Kazakhstan, Lettonie, Lituanie, Moldavie, Monténégro, Pays-Bas, Pologne, Serbie, Slovaquie, Suisse et République tchèque.
Dans les années 2020, l'espèce ne semble plus présente en France que dans la vallée de la Charente, dont le marais de Rochefort semble être le principal bastion de l'espèce,.
Les populations du Vison d'Europe sont difficiles à estimer. En effet, sa grande aire de répartition amène une tendance à la surestimation. La présence du Vison d'Amérique sur la majorité des territoires occupés par le Vison d'Europe ne facilite pas le décompte des populations. Le déclin est cependant très important, l'UICN considérant que la population a diminué de 90 % par rapport au début du XXe siècle.

### Espagne
Le Vison d'Europe est signalé pour la première fois en Espagne en 1955 par Rodriguez de Ondarra qui décrit trois spécimens capturés en 1951 et 1952 dans l'est de Guipuscoa,. Auparavant, aucun autre signalement n'est présent dans la littérature scientifique ou dans les collections muséologiques. De même, aucun témoignage de trappeurs ou de décès routiers n'est relevé avant les années 1950.
L'espèce a probablement colonisé naturellement l'Espagne en passant par la France au milieu des années 1940. Des captures dans les provinces d'Alava, de Biscaye et en Navarre confirment l'implantation de l'espèce dans les années 1950 et 1960. L'espèce est signalée pour la première fois en Biscaye en 1963, elle s'étend rapidement à l'est et au centre de cette province, jusqu'au Nervion. Le Vison d'Europe est confiné dans les années 1980 dans le Nord de l'Espagne, de la Navarre aux Asturies. Un premier mâle est découvert en 1989 dans l'Èbre, près de la mer méditerranée. Dans les années 1990, le Vison d'Europe colonise la Biscaye à l'ouest du Nervion et la majeure partie de la province est occupée dans les années 2000.
Au début des années 2000, l'espèce est présente au pays basque, en Navarre, à La Rioja et en Castille-et-León dans le Nord des provinces de Burgos et de Soria. Cela représente une aire de répartition de 22 500 km2, soit entre 4,5 et 5 % du territoire espagnol,. Entre 1 900 et 2 000 km de rivières sont occupés, avec une densité de population de 0,25 à 1,25 visons par kilomètre de rivière. La population est alors estimée à 900 à 1 000 Visons d'Europe. Toutefois, la disparition de l'espèce dans la province basque d'Alava est également confirmée, avec un remplacement par le Vison d'Amérique : l'enquête espagnole montre que l'espèce invasive est déjà présente au centre du pays, dans le Nord du pays basque et en Navarre.
La population principale est située dans le bassin versant de l'Èbre sur le bassin méditerranéen. Sur la côte atlantique, les populations sont particulièrement fragmentées sur l'ensemble des rivières cantabres. Grâce à une politique intensive de contrôle du Vison d'Amérique depuis 2003, les populations du bassin méditerranéen étaient stables jusqu'en 2011. De 2011 à 2014, les populations de l'Èbre se sont fragmentées en raison de la recrudescence du Vison d'Amérique. Durant la même période, l'aire de répartition s'est étendue au sud et au sud-est dans l'Aragon. Le Vison d'Europe se distribue sur environ 2 000 km de rivières espagnoles pour une population estimée à cinq cents individus.

### Estonie
En Estonie, le Vison d'Europe a été réintroduit dans l'île de Hiiumaa en 2000. Moins de cent individus peuplent l'île : afin que l'opération réussisse, l'ensemble des Visons d'Amérique présents sur l'île a été exterminé, puis quelques douzaines de Vison d'Europe ont été ré-introduites entre 2000 et 2001.

### France

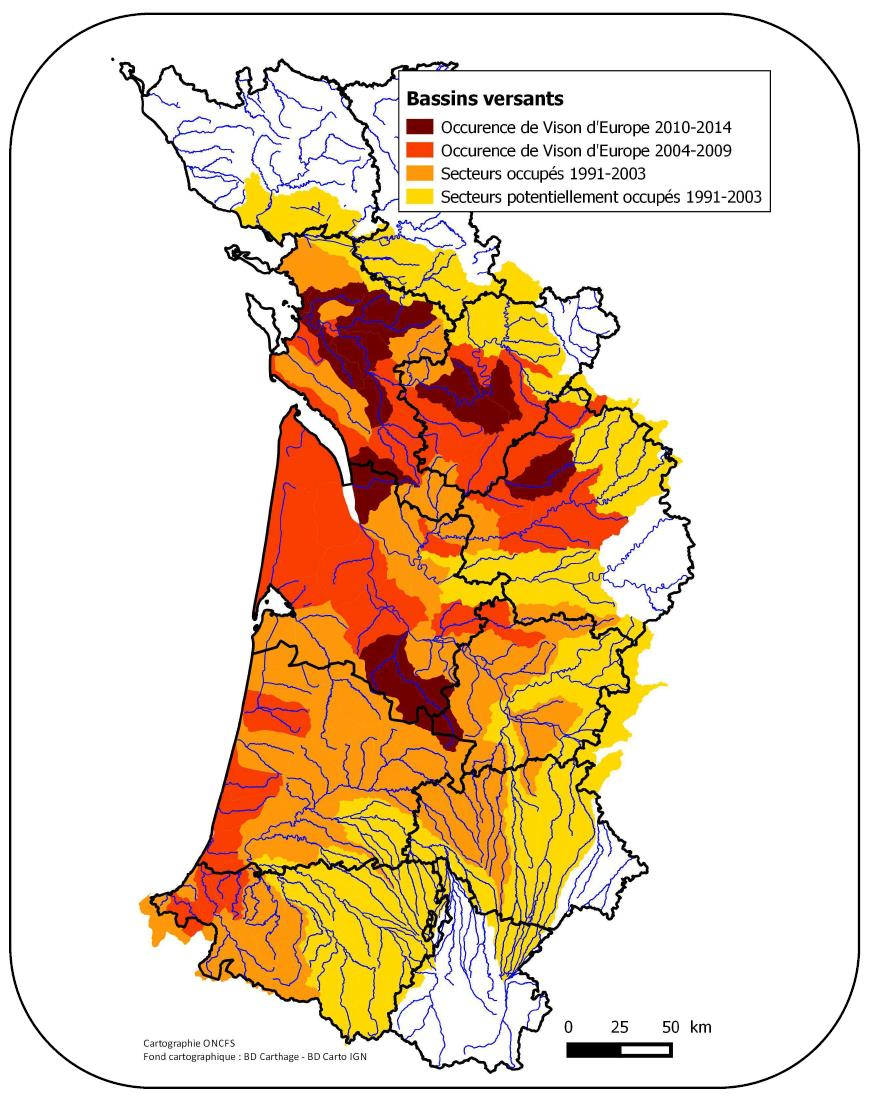
Carte de présence du Vison d'Europe en France

La « découverte » du Vison d'Europe en France est publié par Edmond de Sélys Longchamps en 1839.
Les premières études sont menées à partir du milieu du XIXe siècle au début du XXe siècle et semblent montrer que le Vison d'Europe a une large aire de distribution en France. Soixante ans plus tard, l'aire de distribution est réduite au front atlantique où l'espèce est considérée comme très commune entre 1930 et 1950. Trappeurs et chasseurs témoignent d'un déclin rapide des prises de la fin des années 1950 au début des années 1960. Dans les années 1980 en France, le Vison d'Europe est signalé en Bretagne, en Pays de la Loire et en Aquitaine. Toutefois, seuls le sud-ouest de la France et la Bretagne présentent des populations importantes.
En Ille-et-Vilaine, un individu est piégé en 1986. En Vendée, un individu est piégé accidentellement en 1989. En Loire-Atlantique, le dernier signalement date de 1992. L'espèce était présente dans le parc naturel régional de Brière, dans la réserve naturelle du lac de Grand-Lieu et dans la réserve naturelle nationale de Chérine. En France, la dernière estimation de population, réalisée en 2004, a comptabilisé une petite centaine d'individus. Son déclin s'est depuis, fortement accéléré.
De 2010 à 2014, l'espèce est détectée dans moins de 10 bassins versants en Gironde, Charente, Dordogne et Charente Maritime, principal bastion de l'espèce.
Sur la période 2019-2024, l'espèce est aperçue en Dordogne, en Charente et en Charente-Maritime. La population charentaise semble la seule survivante française d'après les études menées dans le cadre du programme LIFE VISON,. Elle est cantonnée au marais de Rochefort qui semble être le principal bastion de l'espèce en France, et à la vallée de la Charente en amont d'Angoulême. En Charente-Maritime, un individu est retrouvé mort de collision routière en 2021 dans la baie de l'Aiguillon, deux individus sont signalés dans la moyenne vallée de la Charente et un mâle est capturé en avril 2021 et suivi par télémétrie sur la vallée de la Lizonne. Il s'agit apparemment d'individus erratiques.

### Roumanie
La Roumanie est l'exception qui confirme la règle : découverte relativement tardivement (année 1990), la population du delta du Danube est sans nul doute la plus viable dans le monde. La population est estimée entre 1 000 et 1 500 individus en 2014. Deux zones d'occupation sont identifiées : le delta du Danube et les Carpates roumaines. Les 3 500 km de canaux et 450 km de lagons du delta du Danube représentent l'aire de répartition majeure de l'espèce dans le monde. Dans les Carpates, l'espèce est beaucoup moins fréquente avec 15 observations rapportées entre 1990 et 2014.

### Russie
Au début des années 2000, les populations russes ont été estimées à environ 20 000, toutefois, aucun recensement de grande ampleur n'a été mené. En 2006, les données de prélèvements de chasse effectués dans les régions de Vologda et de Kostroma montrent que la proportion de peaux de Vison d'Europe par rapport à celles du Vison d'Amérique est passée de 50 à 70 % à 1 à 10 % en cinq à sept ans. Pour l'ensemble de la Russie, les données récentes font état de la capture d'individus isolés ou de populations très localisées d'une dizaine d'individus. Le nombre de 20 000 Visons d'Europe paraît donc surestimé selon l'UICN. Le Vison d'Europe est éteint ou probablement éteint dans 66 % des régions de son aire de répartition historique. Les preuves de présence les plus récentes proviennent de Vologda en 2011, de la région de Tver en 2012, de Krasnodar et de Kostroma en 2013 et de l'Arkhangelsk en 2014. L'espèce survit peut-être dans la région d'Ivanovo, de Iaroslavl et de Stavropol. Le Vison d'Amérique est déjà devenu l'espèce la plus répandue dans la région d'Arkhangelsk et de Komi.

### Ukraine
Considérée comme éteinte en Ukraine, l'espèce est re-découverte dans les deltas du Danube et du Dniestr en 2007.

### Populations captives
Le zoologiste polonais Stanisław Konstanty Pietruski est probablement le premier à détenir un Vison d'Europe en captivité, ce dont il est très fier car « Linné et Buffon n'ont jamais pu en voir un vivant ».
Des Visons d'Europe ont été détenus à Lisbonne en 1958, à Berlin de 1931 à 1935 et à Francfort de 1953 à 1956.
Les premières tentatives d'élevage par le zoo de Tallinn commence en 1983. Le projet « Lutreola », qui commence un an plus tard, a pour but d'accroître les connaissances sur le Vison d'Europe en Estonie. Entre 1984 et 1988, les enclos des Visons d'Europe sont construits. Une partie des fondateurs de l'élevage est prélevée directement dans la nature estonienne, les autres sujets étant originaires d'individus captifs d'Union soviétique. En 1986, deux premières femelles donnent naissance à quatre petits. En 1987, la population captive du zoo de Talinn atteint douze individus. Trois jeunes naissent cette même année sans atteindre l'âge adulte. En 1988, aucune naissance n'est enregistrée, probablement en raison de la pollution sonore due à des constructions de bâtiments proches des enclos. En 1989, trois femelles donnent naissance à cinq petits dont quatre atteindront l'âge adulte. En 1990, la population captive du zoo de Talinn est de quinze individus, dont huit sont nés en captivité. Dans les années 1990, deux Visons d'Europe étaient détenus par le zoo de Saint-Pétersbourg.
Dans un élevage de Novossibirsk, dix-sept portées sont nées à partir de deux mâles et deux femelles, ce qui a permis la naissance de 32 mâles et 28 femelles. En France, un éleveur privé détenait des Visons d'Europe en Brière.
En 1992, le premier Conservation and breeding Commitee (EMCC), qui a pour but principal de maintenir une population captive viable, est managé par le zoo de Tallinn. Le premier studbook est publié en 1993.

## Menaces
Une modélisation avec un système d'information géographique montre que les menaces majeures de fragmentation de la population du Vison d'Europe en Biscaye sont la dégradation de l'habitat (par l'urbanisation et l'artificialisation des cours d'eau) et l'expansion du Vison d'Amérique.

### Chasse et piégeage
Au début du XXe siècle, le piégeage pour la fourrure a joué un rôle majeur dans la régression du Vison d'Europe. Des années 1930 à 1970, une cinquantaine de Visons d'Europe est tuée chaque année dans les Côtes-d'Armor, qui était peut-être le département ayant la plus grande population bretonne. Chassée avec des chiens, elle est un « produit dérivé » de la chasse à la loutre. En Union soviétique, 49 850 peaux de Visons d'Europe sont en moyenne vendues chaque année de 1922 à 1924. En 1996, une peau de vison est vendue soixante dollars en Biélorussie, ce qui représente un une grande partie du revenu moyen biélorusse à cette époque selon le zoologue Hans Kruuk. Les peaux de vison sont toujours l'un des produits les plus chers et luxueux de la mode européenne, toutefois, depuis l'arrivée de l'élevage, la majorité des peaux utilisées proviennent d'individus captifs, et notamment de Vison d'Amérique. Cela a également de faire baisser les prix.
Jusque dans les années 1970, la principale cause de disparition du Vison d'Europe en France est le piégeage pour sa fourrure.

### Destruction de l'habitat
La destruction ou le drainage des zones humides s'est considérablement accéléré dans la seconde moitié du XXe siècle. La construction de barrages hydroélectriques et la pollution de l'eau ont également fortement dégradé son habitat. L'assèchement des zones humides est une cause majeure de perte de l'habitat du Vison d'Europe. La dégradation de nombreux milieux naturels s'est traduite par une baisse globale de la capacité d'accueil des espèces semi-aquatiques. De même, la modification des rivières, par la création de canaux ou la dé-végétalisation des berges a contribué à diminuer l'habitat favorable au Vison d'Europe. Par exemple, les possibilités de tanières et d'abris nécessaires à la reproduction sont amoindries.
La modification des berges et rives a également un impact négatif sur le nombre de proies disponibles pour le Vison d'Europe, les insectes, amphibiens, rongeurs et oiseaux aquatiques diminuant en nombre après l'artificialisation des rivières. Cet effet s'additionne à la disparition de certaines proies, comme les écrevisses décimées par une épidémie d'aphanomicose dans les années 1980.

### Introduction du Vison d'Amérique
L'arrivée du Vison d'Amérique (Neovison vison) en Europe dans les années 1920 a été un facteur aggravant du déclin du Vison d'Europe. Ce vison s'est échappé de visonnières implantées en Europe. Ce vison est un prédateur plus opportuniste, moins dépendant des bordures de rivières et plus agressif. La compétition interspécifique est forte car le Vison d'Amérique partage le même type d'habitat et la même nourriture. Le Vison d'Amérique occupe un réseau trophique à 75,4 % similaire à celui du Vison d'Europe, tout en ayant une plus grande variabilité dans les proies chassées. C'est un cas d'exclusion compétitive : le Vison d'Amérique supplante l'espèce européenne et devient rapidement l'espèce de vison dominante.
Plus gros, il est suspecté qu'il puisse s'accoupler avec les femelles Visons d'Europe : si les naissances ne sont pas possibles en raison de l'éloignement génétique, l'accaparation des femelles baisse le taux de fertilité du Vison d'Europe.
La présence du Vison d'Amérique rend les recherches sur l'aire de distribution du Vison d'Europe plus ardues car les confusions entre les deux espèces sont fréquentes. Les sondages fondés sur les témoignages de chasseurs et de trappeurs sont notamment plus complexes à mettre en œuvre.
En Biélorussie, l'arrivée du Vison d'Amérique est jugée comme la principale cause du déclin du Vison d'Europe,. Un nombre important de Vison d'Amérique partageant les mêmes plans d'eau que le Vison d'Europe conduit à l'extinction de ce dernier en cinq à sept ans.
La présence du Vison d'Amérique pose la question sur les capacités de survivance du Vison d'Europe en Europe continentale. En Biélorussie, une étude a été menée pour limiter le nombre de Visons d'Amérique dans la Lovat par piégeage et élimination sélectifs. Des campagnes d'éradication menées en 1993, puis 1998-2001 ont permis de diminuer la densité de population de l'espèce invasive. Ces mesures ont été jugées comme assez efficaces, ayant permis la préservation d'une petite population de Vison d'Europe sur l'aire d'études et la recolonisation d'écosystème aquatique abandonné par l'espèce. La chasse sélective au Vison d'Amérique est à privilégier à la fin de l'automne et au début du printemps, et, afin de maintenir une population viable de Vison d'Europe, l'effort de piégeage doit être soutenu.

### Autres menaces

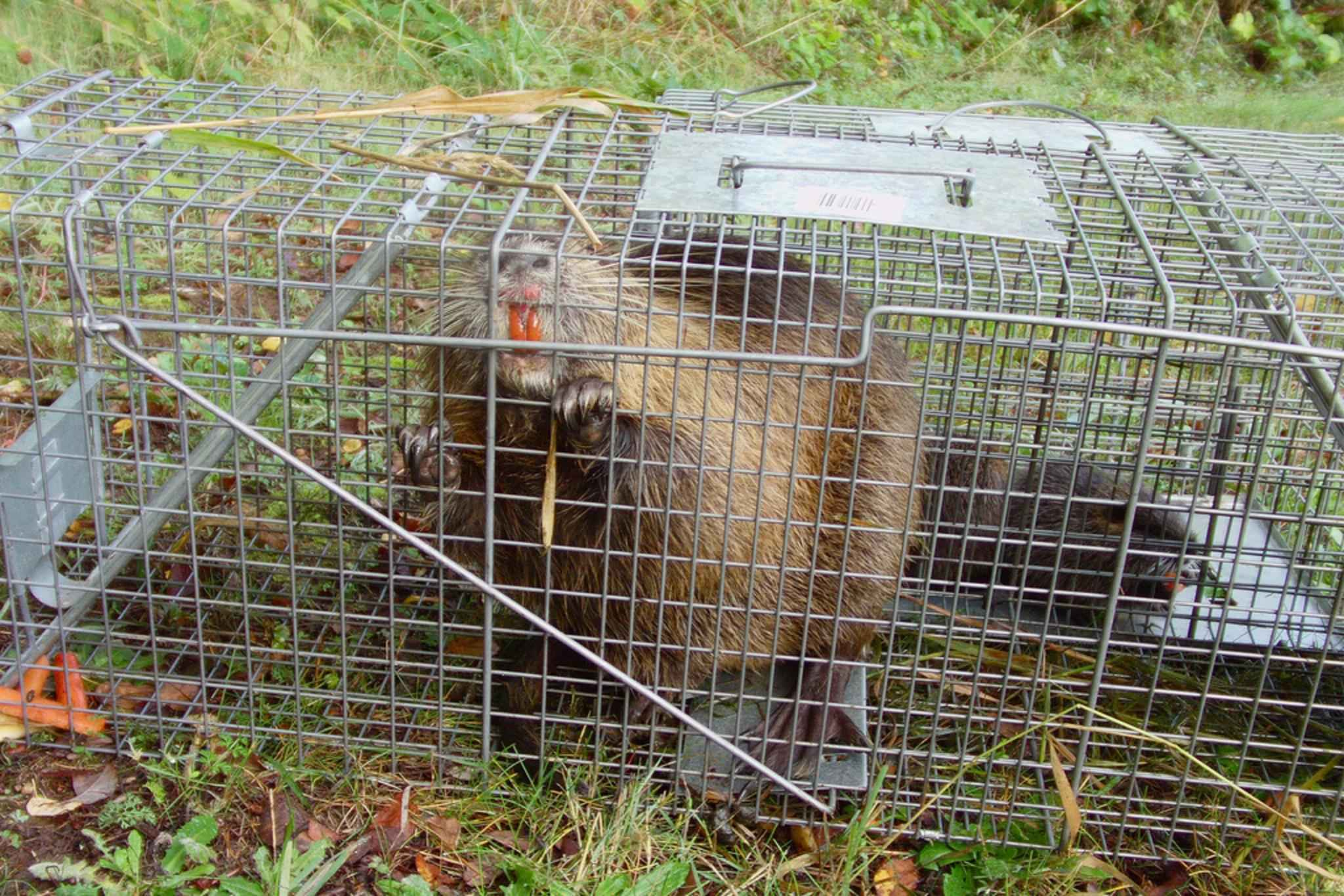
Piège à ragondin

Des Visons d'Europe sont encore détruits accidentellement par confusion avec le Putois, le Ragondin ou le Vison d'Amérique. Dans les années 1990, la mort accidentelle dans un piège initialement destiné au Rat musqué (Ondatra zibethicus), au Ragondin (Myocastor coypus) et au Vison d'Amérique était une des principales menaces pour la survie du Vison d'Europe en France.
Les campagnes d'empoisonnement de rongeurs déprédateurs, et notamment le Ragondins, constituent également une menace bien réelle. Le Vison d'Europe peut s'intoxiquer en consommant des rongeurs empoisonnés. Dans les années 1980 et 1990, l'utilisation de pièges à mâchoires pourtant interdite, est signalée comme un risque pour la survie du Vison d'Europe.
De nombreuses infrastructures routières sont également meurtrières. Le Vison d'Europe traverse notamment les routes au niveau des ponts.

## Protection

### Protection internationale
Le Vison d'Europe est listé comme « en danger critique d'extinction » (CR) par l'Union internationale pour la conservation de la nature (UICN) depuis 2011. L'espèce était précédemment listée comme « vulnérable » de 1988 à 1994, puis « en danger » (EN) entre 1994 et 2011. De 1995 à 2015, les populations ont décru de plus de la moitié et les prévisions restent au déclin des populations dû à la dégradation ou à la perte de son habitat ainsi qu'à l'arrivée d'espèces envahissantes, notamment le Vison d'Amérique. L'espèce constitue possiblement la prochaine espèce de mammifères européens à disparaître.
En Union européenne, l'espèce est inscrite dès l’origine aux annexes II et IV de la Directive habitats, qui impose une protection de l'espèce dans son aire de répartition naturelle. Afin de permettre à l'espèce de survivre à l'état sauvage, plusieurs actions ont été menées par l'Union européenne. Entre 2001 et 2004, trois fonds LIFE sont mis en place pour protéger la population espagnole du Vison d'Europe dans le bassin versant de l'Èbre (provinces d'Alava, de Castille-et-León et de La Rioja). Ces différents programmes visaient à maintenir ou renaturer les rives de l'Èbre, éradiquer les populations envahissantes de Vison d'Amérique, sensibiliser les riverins via des campagnes d'informations pour qu'ils soient conscients de l'importance de cette espèce et enfin réaliser des mesures pour s'assurer de l'efficacité du programme,,.

### Protections nationales
Le Vison d'Europe est protégé en France depuis 1977. En 1994, le Vison d'Europe est présent dans  l’Inventaire de la faune menacée en France. En 1992 et 1993, la Société française pour l'étude et la protection des mammifères (SFEPM) intervient pour que le Vison d'Europe devienne une espèce prioritaire de l'annexe II de la directive européenne et ce statut est obtenu en mai 2004. En application du Code de l'Environnement, l'espèce est inscrite dans la liste des espèces de mammifères protégés par l'arrêté interministériel du 23 avril 2007, à ce titre, la destruction des sites de reproduction et des aires de repos, la destruction, la capture ou la vente du Vison d'Europe est interdite sur l'ensemble du territoire français. Soixante-trois sites Natura 2000 affichent la présence du Vison d’Europe en France. Un premier plan de restauration du Vison d'Europe est rédigé en 1998 puis modifié en 1999. Ce plan, jamais véritablement validé par le Ministère de l’Ecologie et du Développement Durable, est officiellement lancé le 9 août 2000 et a couvert la période de 2000 à 2004.
En Espagne, dans les années 2000, les scientifiques pointent une protection légale insuffisante de l'espèce, avec un classement national comme espèce vulnérable alors que les populations sont très faibles. Un plan d'action espagnol est engagé entre 1999 et 2000. Entre 2001 et 2004, trois fonds LIFE sont alloués aux provinces d'Alava, de Castille-et-León et de La Rioja pour sauvegarder l'espèce.

## Dans la culture

### Efforts de recherche
La première réunion d'un groupe d'experts européens sur le Vison d'Europe a eu lieu les 4 et 5 avril 1991 à Strasbourg, sous l'organisation du conseil de l'Europe. La situation précaire de l'espèce conduit dès 1993 à se prononcer en faveur de l'élevage conservatoire en captivité. En 1993, la Société française pour l'étude et la protection des mammifères (SFEPM) consacre un colloque international à l'état de la recherche sur la Loutre d'Europe et le Vison d'Europe,.

### Dénomination
Au début du XXe siècle, le naturaliste Armand de Montlezun note que les chasseurs, peu habitués à voir le Vison d'Europe, le confondent avec le putois (Mustela putorius putorius). Le Vison d'Europe a été nommé jusqu'au début du XXe siècle par des termes reflétant une certaine méconnaissance de l'espèce et sa confusion avec le putois ou la loutre : « lutreola », « petite loutre », « putois à tête de loutre », « putois d'eau », « putois des marais » ou encore « putois à pieds palmés ».
La fourrure de vison, utilisée en garniture sur les habits de cérémonie, était un emblème répandu de royauté.

### Philatélie

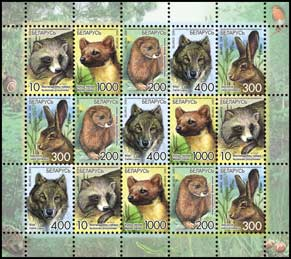
Série de timbres représentant des mammifères sauvages dont un Vison d'Europe.
Belpochta, 2008.

Le Vison d'Europe est représenté sur des timbres. La Géorgie produit une série de quatre timbres dédiés au Vison d'Europe en partenariat avec le WWF en 1999. En 2017, les Pays-Bas réalisent un feuillet de cinq timbres représentant uniquement le Vison d'Europe dans le cadre d'une série sur les animaux en danger.
L'espèce apparaît également dans des collections aux thèmes variés. En 1970 puis en 1982, la République démocratique allemande publie deux séries différentes de quatre timbres dont un pour le Vison d'Europe dans le cadre de la foire internationale du commerce de fourrure de Leipzig,. En 1982, une série de trois timbres de bienfaisance finlandais pour la Croix-Rouge représente un Vison d'Europe parmi deux autres petits mammifères.
La poste Belpochta de Biélorussie a notamment édité un timbre en 2008 puis en 2014 dans le cadre d'une série de cinq timbres sur les animaux sauvages,. Des timbres représentant le Vison d'Europe sont imprimés dans le cadre de séries sur les listes rouges nationales des espèces menacées comme en Moldavie en 2006 (série de cinq timbres) ou la Lituanie en 2015 dans une série de deux timbres. La poste espagnole Correos, dans une série de trois sur les espèces protégées, édite un timbre représentant une photographie de Vison d'Europe en 2016.

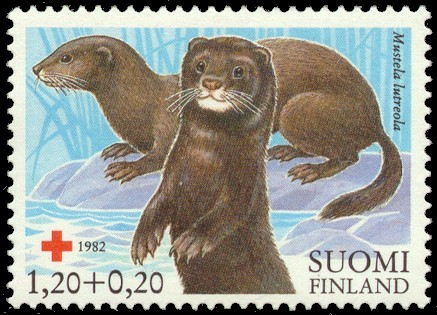
Série Croix-Rouge, Finlande, 1982
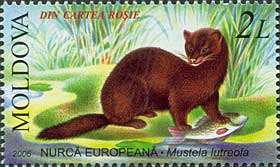
Série Liste rouge des espèces menacées, Moldavie, 2006

### Pièce commémorative

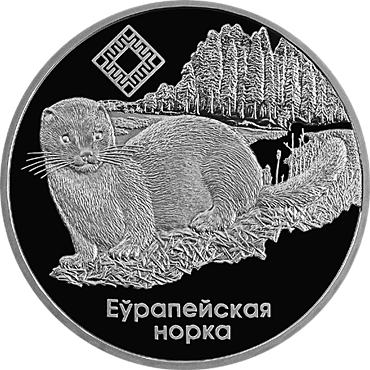
Pièce commémorative de vingt roubles.

Deux pièces commémoratives biélorusses — une en argent d'une valeur de vingt roubles et une en cupronickel d'une valeur d'un rouble — émises en 2006 avec pour sujet la réserve de Chyrvony Bor représentent côté face un Vison d'Europe,.